# Bengalus longiductus
Bengalus longiductus is een lepelworm uit de familie Bonelliidae.
De wetenschappelijke naam van de soort werd in 2006 door R. Biseswar gepubliceerd.